# 11月22日
11月22日是公历一年中的第326天（闰年第327天），離全年的結束還有39天。

## 大事記

### 17世紀以前
- 1076年：王安石第二次罢相。
- 1307年：教宗克勉五世传令欧洲各国君主，要求抓捕圣殿骑士团所有成员并抢占他们的资产。
- 1497年：葡萄牙航海家瓦斯科·達·伽馬绕过好望角。
- 1574年：西班牙探險家胡安·费尔南德斯在智利海岸附近發現了一個以他名字命名的群島。

### 17世紀
- 1635年：荷蘭東印度公司在臺灣西南部展開為期3個月的平定行動，瓦解平埔族組成的反抗勢力。
- 1676年：丹麦天文学家奧勒·羅默向皇家科学院展示他对光速的计算。
- 1699年：丹麦、俄国、萨克森和波兰签订瓜分瑞典帝国条约。

### 18世紀
- 1718年：在加勒比地區實行恐怖統治的著名海盜黑鬍子在英國殖民地北卡羅萊納遭到圍捕喪生。

### 19世紀
- 1858年：丹佛市縣建立。
- 1869年：世界上现存最古老的帆船卡蒂萨克号在苏格兰下水。
- 1894年：日军占领中国旅顺。

### 20世紀
- 1902年：尚未完工的纽约威廉斯堡大桥起火。
- 1910年：列夫·托尔斯泰的葬礼在家乡举行。
- 1913年：香港华商总会成立。
- 1917年：段祺瑞辞去中華民國國務總理职。
- 1918年：护法战争：广州政府宣布停战。
- 1927年：波斯政府对英国控制的巴林群岛提出主权要求。
- 1927年：意大利和阿尔巴尼亚之间第二个《地拉那条约》签订。阿尔巴尼亚开始沦为意大利的保护国。
- 1928年：中国青年天文学家张钰哲在美国叶凯士天文台发现一颗编号第1125号的小行星。命名其为“中华”。
- 1928年：法國作曲家莫里斯·拉威爾最著名的舞曲作品《波麗露》在巴黎歌劇院首次公開演出。
- 1942年：斯大林格勒战役期间，保卢斯靠电报向希特勒汇报第6集团军被包围的事实。
- 1943年：中、美、英首脑在埃及开罗举行开罗会议。
- 1943年：黎巴嫩宣布从法国独立。
- 1946年：中華民國制宪国民大会开幕。
- 1948年：国共内战淮海战役第一阶段结束，中共获得大胜。
- 1949年：中国人民解放军海军大连舰艇学院成立。
- 1956年：中华人民共和国云南省大理白族自治州成立。
- 1956年：奥林匹克运动会于澳大利亚城市墨尔本举行。
- 1962年：苏联宣布结束因古巴导弹危机而要求华沙条约成员国和苏联军队所处的警戒状态。
- 1963年：美國總統約翰·甘迺迪於達拉斯遭到槍殺身亡，副總統林登·詹森隨後宣誓繼任美國總統。
- 1963年：第一届（也是唯一一届）新兴力量运动会于雅加达闭幕。
- 1967年：联合国安理会通过第242号决议，要求以色列撤出第三次中东战争后占领的领土。
- 1968年：日本航空2号班机在旧金山湾迫降。
- 1971年：苏联无人驾驶的“火星2号”宇宙飞船把一个着陆器送到火星上。
- 1972年：美国总统尼克松宣布取消禁止美国人去中国旅行的法令。
- 1974年：巴解组织获得联合国观察员资格。
- 1975年：胡安·卡洛斯一世在弗朗西斯科·佛朗哥逝世两天后，就任西班牙国王。
- 1977年：英法联合研制的超音速班机协和式飞机首次在纽约肯尼迪国际机场起落。
- 1986年：拳击选手迈克·泰森成为最年轻的拳王。
- 1987年：首届世界针灸学术大会在北京举行。
- 1988年：美国空军首架B-2幽灵隐形战略轰炸机在加利福尼亚州帕尔姆达尔的空军基地首次展出。
- 1990年：撒切尔夫人宣布將辞去英国首相职务，28日正式離任。
- 1993年：卡塔尔航空成立。
- 1995年：《玩具总动员》于全美上映。

### 21世紀
- 2002年：尼日利亚因世界小姐的选拔發生暴乱，100多人死亡。
- 2003年：格鲁吉亚第比利斯发生大规模街头抗议活动，敦促总统谢瓦尔德纳泽辞职。
- 2003年：DHL貨機巴格達遇襲事件。
- 2004年：乌克兰反对派领导人尤先科指责总理亚努科维奇在总统选举中舞弊，橙色革命爆发。
- 2005年：安格拉·梅克爾接替格哈特·施羅德出任德國總理，成為德國史上首位女性總理。
- 2010年：美國嘻哈歌手肯伊·威斯特發佈了第五張個人專輯《我的奇特幻想》。
- 2013年：青島輸油管道爆炸導致35人死亡166人受傷事件。
- 2013年：倫敦警方救出三名遭禁錮近30年的女子。
- 2014年：香港石硤尾邨美映樓爆炸事件。
- 2015年：香港第五屆區議會選舉投票日。
- 2016年：中華民國復興航空宣布解散。
- 2016年：香港迪士尼樂園公佈第一期園區擴建計劃。
- 2016年：日本發生7.4級地震，是2011年東日本大地震的餘震。
- 2017年：香港恒生指數十年來首次升破三萬點。

## 出生
- 1428年：理察·內維爾，英國貴族、行政官、軍事指揮官，第十六代沃里克伯爵（1471年逝世）
- 1515年：瑪麗·吉斯，蘇格蘭國王詹姆斯五世第二位王后、女王瑪麗一世母親（1560年逝世）
- 1602年：法兰西的伊丽莎白，西班牙、葡萄牙王后（1644年逝世）
- 1643年：羅伯特·德·拉薩勒，法國探险家（1687年逝世）
- 1693年：鄭燮，中國清代畫家（1765年逝世）
- 1693年：路易絲·伊麗莎白·德·波旁，法國孔蒂亲王妃（1775年逝世）
- 1696年：德川宗春，日本江戶時代大名，尾張藩藩主（1764年逝世）
- 1706年：查爾斯·斯賓塞，英國貴族、政治家、軍人，第三代馬爾博羅公爵（1758年逝世）
- 1709年：弗朗兹·本達，波西米亞作曲家、小提琴家（1786年逝世）
- 1710年：威廉·弗里德曼·巴赫，德國作曲家、管風琴家，J.S.巴赫長子（1784年逝世）
- 1744年：艾碧該·亞當斯，美國第二任總統约翰·亚当斯夫人、第六任總統约翰·昆西·亚当斯母（1818年逝世）
- 1808年：托馬斯·庫克，英國商人（1892年逝世）
- 1811年：程長庚，清朝京剧演員（1880年逝世）
- 1819年：喬治·艾略特，英國小說家（1880年逝世）
- 1847年：理察·鮑德勒·夏普，英國動物學家、鳥類學家（1909年逝世）
- 1852年：保罗-亨利-邦雅曼·德斯图内勒·德康斯坦，法國外交家、政治家，1909年諾貝爾和平獎得主（1924年逝世）
- 1853年：克萊門斯·馮·克林德，德國駐華公使，在義和團事變期間被清軍殺死，成為八國聯軍的導火線之一（1900年逝世）
- 1859年：山內房治郎，日本企業家、工藝家，遊戲公司任天堂創始人及第一任社長（1940年逝世）
- 1861年：臘納瓦洛娜三世，馬達加斯加女王（1917年逝世）
- 1868年：約翰·南斯·加納，美國政治人物，第32任美國副總統（1967年逝世）
- 1869年：安德烈·紀德，法國作家，1947年諾貝爾文學獎得主（1951年逝世）
- 1877年：翁德雷·厄岱，匈牙利詩人（1919年逝世）
- 1877年：胡安·甘伯，瑞士足球先驅者、球員、俱樂部主席（1930年逝世）
- 1890年：哈里·波立特，英國政治人物、共產主義者（1960年逝世）
- 1890年：夏爾·戴高樂，法國軍事家、政治人物，第18任法國總統（1970年逝世）
- 1891年：愛德華·伯內斯，奧地利裔美國公共關係學家（1995年逝世）
- 1898年：朱自清，中國作家（1948年逝世）
- 1900年：林風眠，中國畫家（1990年逝世）
- 1901年：霍亞金·羅德利果，西班牙作曲家（1999年逝世）
- 1902年：艾曼紐·費爾曼，奧地利旅美大提琴家（1942年逝世）
- 1902年：菲利普·勒克萊爾，法國陸軍將領，追封法國元帥（1947年逝世）
- 1902年：安德烈·帕特里，法國天文學家（1960年逝世）
- 1904年：路易·奈爾，法國物理學家，1970年諾貝爾物理學獎得主（2000年逝世）
- 1909年：米哈伊爾·米爾，蘇聯航空工程師，米爾莫斯科直升机工厂創始人（1970年逝世）
- 1910年：艾米·伊丽莎白·索普，美籍英國間諜（1963年逝世）
- 1913年：本傑明·布里頓，英國作曲家、指揮家、鋼琴演奏家（1976年逝世）
- 1917年：刘东生，中国地质学家（2008年逝世）
- 1917年：安德魯·赫胥黎，英國生理學家、生物物理學家，1963年諾貝爾生理學或醫學獎得主（2012年逝世）
- 1919年：王金璐，中国京剧表演艺术家，中国戏曲学院教授（2016年逝世）
- 1922年：尤金·M·斯通納，美國槍械設計師（1997年逝世）
- 1928年：天保民，英國聖公會牧師、國會議員（2008年逝世）
- 1930年：厉以宁，中国经济学家（2023年逝世）
- 1931年：罗盛教，中国人民解放军战士（1952年逝世）
- 1932年：勞勃·范恩，美國演員（2016年逝世）
- 1937年：陳兩傳，臺灣企業家（2024年逝世）
- 1938年：李昌鈺，臺灣刑事鉴定专家
- 1939年：穆拉亞姆·辛格·亞達夫，印度政治人物（2022年逝世）
- 1940年：，英國電影導演
- 1942年：魯斯蘭·哈斯布拉托夫，俄羅斯政治人物（2023年逝世）
- 1942年：圭恩·布魯福德，美國太空人
- 1942年：傑弗瑞·烏爾曼，美國計算機科學家
- 1943年：比利·简·金，美國職業網球運動員
- 1944年：馬克斯·羅密歐，牙買加雷鬼音樂家（2025年逝世）
- 1945年：劉延東，中國政治人物，前任中華人民共和國國務院副總理
- 1946年：倍賞美津子，日本女演員
- 1947年：楊森，香港政界人物
- 1950年：史蒂文·范·贊特，美國音樂家、演員
- 1951年：長野健，日裔美籍指揮家
- 1952年：琳達·湯瑪斯-格林菲爾德，美國外交官，現任美國常駐聯合國代表
- 1954年：保羅·簡提洛尼，義大利政治人物，第57任義大利總理
- 1955年：加藤勝信，日本政治人物，前任厚生勞動大臣
- 1957年：阿蘭·斯特恩，美國工程師、行星科學家
- 1958年：苏丹依布拉欣·依斯迈，馬來西亞柔佛蘇丹，現任馬來西亞最高元首
- 1958年：，美國女演員
- 1959年：林大輝，香港立法會議員
- 1960年：蘇民峰，香港風水師
- 1960年：李歐·卡霍，法國導演、評論家、作家
- 1961年：瑪麗埃爾·海明威，美國女演員
- 1961年：曾偉權，香港演員（2020年逝世）
- 1962年：柊青，日本女性漫画家
- 1962年：維克多·佩列文，俄羅斯後現代派小說家
- 1962年：曹秀美，韓國女高音歌唱家
- 1963年：托尼·莫布雷，英國足球運動員
- 1964年：吳淡如，臺灣專欄作家、主持人
- 1964年：迪亞哥·戈隆貝克，阿根廷生物學家
- 1965年：邁茲·米克森，丹麥男演員
- 1966年：麥可·K·威廉斯，美國男演員（2021年逝世）
- 1967年：鲍里斯·貝克爾，德國職業網球運動員
- 1967年：馬克·魯法洛，美國演員、導演、製片、編劇
- 1968年：中谷智司，日本政治人物
- 1968年：拉斯姆斯·勒多夫，丹麥、加拿大程式設計師，PHP創始人
- 1968年：劇雪，中國演員
- 1969年：瑪嘉·莎塔碧，伊朗漫畫小說作家、插圖畫家
- 1969年：塚本明正，日本足球員
- 1970年：宮澤浩，日本足球員
- 1970年：迈克尔·阿恩特，美國編劇
- 1971年：莊文浩，加拿大政治人物
- 1973年：乍德·特魯希略，美國天文學家
- 1974年：乔·内森，美國職棒大聯盟選手
- 1974年：克里斯·梅森，美國作家、藝術家、遊戲設計師
- 1975年：皆川純子，日本女性聲優
- 1975年：aiko，日本創作歌手
- 1975年：前澤友作，日本企業家、藝術收藏家
- 1976年：托爾斯滕·弗林斯，德國足球運動員
- 1976年：维勒·瓦洛，芬蘭搖滾樂隊HIM樂團主唱、歌曲創作者、領導人
- 1976年：特倫斯·德魯，聖克里斯多福及尼維斯政治人物，現任聖克里斯多福及尼維斯總理
- 1977年：曾志豪，香港電台節目頭條新聞主持人
- 1979年：寶曉峰，中國中央電視台主持人
- 1980年：陳冠榮，台灣基進籍政治人物、腎臟科醫師
- 1981年：宋慧喬，韓國女演員
- 1982年：張懷秋，臺灣藝人
- 1982年：蔡卓妍，香港女藝人
- 1982年：愛奏，日本女演員
- 1982年：內德·普萊斯，美國政治顧問、情報官員，現任美國國務院發言人
- 1982年：艾耶格貝尼·雅庫布，奈及利亞足球運動員
- 1983年：小宇，臺灣歌手
- 1983年：鄭诗君，香港鐃舌歌手
- 1983年：劉敬雯，香港女演員、歌手
- 1983年：蘆名星，日本女演員
- 1983年：，英國足球運動員
- 1984年：李千那，臺灣女歌手、演員
- 1984年：史嘉蕾·喬韓森，美國女演員
- 1985年：沖口誠，日本競技體操運動員
- 1985年：岸田彩加，日本北海道電視台播報員
- 1985年：阿薩莫阿·吉安，迦納足球運動員
- 1985年：曼迪·米內娜，盧森堡女網球運動員
- 1985年：亞當·歐塔維諾，美國職業棒球大聯盟捕手
- 1986年：奧斯卡·皮斯托利斯，南非截肢短跑選手
- 1987年：趙明剑，中國足球運動員
- 1987年：李程彬，臺灣男演員
- 1987年：安勇俊，韓國男演員
- 1987年：馬羅阿尼·費萊尼，比利時足球運動員
- 1988年：任容萱，臺灣演員
- 1988年：董斌，中國田径運動員
- 1988年：清水裕子，日本女演員
- 1988年：佐藤由加理，日本女子偶像團體AKB48、SDN48成員
- 1988年：傑米·坎貝爾·鮑爾，英國演員、歌手、模特兒
- 1988年：奧斯汀·羅邁，美國職業棒球大聯盟捕手
- 1988年：德魯·帕默倫茲，美國職業棒球大聯盟捕手
- 1989年：曹贇定，中國足球員
- 1989年：秋山祥子，日本AV女優
- 1989年：木之本嶺浩，日本男演員
- 1989年：基斯·斯摩寧，英國足球員
- 1989年：艾登·艾倫瑞克，美國男演員
- 1989年：加布里埃爾·托爾熱，羅馬尼亞足球員
- 1989年：羅廷瑋，第11屆臺中市第六選舉區立法委員[1]
- 1990年：張煒琪，香港女子足球員
- 1990年：水野勝，日本男演員
- 1990年：李侑菲，韓國女演員
- 1990年：張東雨，韓國男子偶像團體INFINITE成員
- 1990年：徐恩光，韓國男子偶像團體BTOB成員
- 1990年：卡提克·亞利安，印度男演員
- 1991年：清水佐紀，日本女歌手、藝人
- 1991年：塔瑞克·布萊克，美國職業籃球運動員
- 1992年：理查德·馮克，加拿大男子游泳運動員
- 1993年：成田凌，日本男演員、模特兒
- 1993年：沈家玉，新加坡女演員、模特兒
- 1993年：柳基現，韓國男子偶像團體MONSTA X成員
- 1993年：阿黛爾·艾克阿切波洛斯，法國女演員
- 1993年：杜韋·麥尼爾，英格蘭愛華頓職業足球員
- 1994年：川島如惠留，日本男演員
- 1994年：戴克·蒙哥馬利，澳大利亞男演員
- 1994年：薩曼莎·布里西奧，墨西哥排球運動員
- 1995年：郭奕芯，香港女演員、模特兒
- 1995年：奧真奈美，日本女子偶像團體AKB48成員
- 1995年：凱瑟琳·麥克納馬拉，美國女演員
- 1995年：勞烈斯，香港香港足球運動員隊長
- 1996年：WOOZI，韓國男子偶像團體SEVENTEEN成員
- 1996年：海莉·鮑德溫，美國女模特兒
- 1996年：麥蒂森·達文波特，美國女演員
- 1997年：前島亞美，日本女性聲優、演員，女子偶像團體SUPER☆GiRLS成員
- 1997年：遠藤溪太，日本橫濱水手球員
- 1998年：岡咲美保，日本女性聲優
- 1998年：夏目響，日本AV女優
- 1999年：德懷特·麥克尼爾，英格蘭職業足球運動員
- 2000年：周翊然，中國男演員、歌手
- 2000年：奧莉伊·卡拉瓦爾侯，美國女演員、歌手
- 2001年：鍾辰樂，韓國男子偶像團體NCT成員
- 2004年：小小彬，臺灣演員
- 2007年：譚芷昀，香港女歌手
- 生年不詳：金光宣明，日本男性聲優、舞台演員
- 生年不詳：田澤茉純，日本女性聲優

## 逝世
- 321年：祖逖，东晋名将（266年出生）
- 950年：洛泰尔二世，意大利国王（926年出生）
- 1286年：埃里克五世，丹麦国王（1249年出生）
- 1318年：米哈伊尔·雅罗斯拉维奇，全羅斯大公（1271年出生）
- 1557年：织田信行，日本战国时代武将大名（1536年出生）
- 1617年：艾哈迈德一世，奥斯曼帝国第14任苏丹（1590年出生）
- 1718年：黑鬍子，英國海盜（1680年出生）
- 1808年：劉躍雲，清朝探花，學政、禮部侍郎、工部侍郎（1737年出生）
- 1850年：林则徐，清朝后期政治家、思想家和诗人（1785年出生）
- 1900年：亞瑟·蘇利文，英國作曲家（1842年出生）
- 1907年：阿萨夫·霍尔，美国天文学家，火星的两颗卫星的发现者（1829年出生）
- 1913年：德川慶喜，日本江戶幕府第15代征夷大將軍（1837年出生）
- 1916年：杰克·伦敦，美国小说家（1876年出生）
- 1944年：亚瑟·爱丁顿，英国天文學家、物理學家、數學家（1882年出生）
- 1954年：安德烈·维辛斯基，苏联外交家（1883年出生）
- 1963年：南雲親一郎，日本陸軍少將（1886年出生）
- 1963年：阿道斯·赫胥黎，英國作家（1894年出生）
- 1963年：C·S·路易斯，威爾斯裔英國作家，《納尼亞傳奇》作者（1898年出生）
- 1963年：约翰·肯尼迪，美國政治人物，第35任美国总统（1917年出生）
- 1980年：，美國女演員、劇作家、編劇（1893年出生）
- 1985年：張美君，韓國電影導演（1944年出生）
- 1988年：雷蒙德·達特，澳大利亞解剖學家、人類學家（1893年出生）
- 1988年：泰瑞·衛曲，美國計算機科學家（1939年出生）
- 1989年：勒内·穆阿瓦德，黎巴嫩政治人物，第9任黎巴嫩總統（1925年出生）
- 1993年：李莱生，马来西亚橡胶大王（1921年出生）
- 2000年：埃米爾·扎托佩克，捷克斯洛伐克男子長跑運動員（1922年出生）
- 2010年：林思齊，來自香港的加拿大商人和卑詩省省督（1923年出生）
- 2010年：蔡定剑，中国宪法学家（1956年出生）
- 2011年：朱健，澳門法官（1969年出生）
- 2012年：丁光训，中國基督教新教中華聖公會浙江教區主教（1915年出生）
- 2013年：湛保庶，香港衛生福利司、醫院管理局秘書長（1931年出生）
- 2014年：孙飞虎，中国演员（1941年出生）
- 2015年：金泳三，大韓民國第14任南韓總統（1927年出生），因敗血症併發逝世
- 2016年：巴拉木拉里·奎师那，印度歌手（1930年出生）
- 2016年：陳映真，中華民國文學家（1937年出生）
- 2017年：方逸華，香港電視廣播有限公司非執行董事（1934年出生）
- 2017年：德米特里·赫沃羅斯托夫斯基，俄罗斯男中音歌唱家（1962年出生）
- 2020年：盧光輝，香港小學校長，香港首支香港少年棒球隊「沙燕隊」教練（1941年出生）
- 2022年：林毓生，臺灣思想家（1934年出生）
- 2023年：埃马纽埃尔·勒鲁瓦·拉迪里，法國歷史學家（1929年出生）
- 2024年：賈那布爾，中國政治人物（1934年出生）
- 2024年：瑟奇·沃霍爾，萬那杜政治人物，前任萬那杜總理（1955年出生）

## 節假日和習俗
- 聖則濟利亞瞻禮
- 黎巴嫩：獨立日
- ：正义日
- ：教师节
- 英屬維爾京群島：植树节
- 日本：
  - 迴轉壽司紀念日（日语：回転寿司記念日）
  - 好夫婦日（日语：いい夫婦の日）
  - 超讚雙馬尾日（いいツインテールの日）